# Ирминио
Ирми́нио (итал. Irminio) — река на острове Сицилия.
Находится на юго-востоке острова. Длина реки — 48 км, площадь бассейна — 254,56 км². Река впадает в Мальтийский пролив. Средний уклон реки составляет 20,6 %. На территории бассейна реки на 2010 год проживает 36200 человек. Согласно Плинию Старшему, название рек происходит от имени бога Гермеса.
Исток реки расположен под Лауро, высочайшей из Иблейских гор. На реке лежат города Рагуза и Джарратана, она впадает в море у городка Торре-Джардинелли.
Основные притоки: Грия, Кава Вольпе, Мастратто, Кава С. Леонард.
В верховье реки ежегодная норма осадков составляет 700—800 мм, у устья — около 500 мм.
10 ноября 1977 года началось строительство дамбы между городами Рагуза и Джарратана, оно было завершено в 1983 году и создало резервуар для нужд земледелия и снабжения питьевой водой. Площадь водохранилища — 14,5 км², объём воды составляет 24,7 млн кубометров.
В Рагузе у реки расположены металлургические заводы, а также текстильные и продуктовые предприятия. В 2012 году 74,3 % бассейна реки занимают сельскохозяйственные земли, 21,6 % — леса и естественные зоны, в начале XXI века первые расширяются за счёт последних. Сельское хозяйство приводит к загрязнению реки пестицидами и удобрениями.
В 1982 году около реки была обнаружена нефть, её добычей занимаются компании Irminio и JSB.
На известняковых почвах вдоль реки растут платаны и ивы, также на склонах встречаются дубы.
В 1985 году 134,70 гектаров прибрежных лесов у её устья были объявлены заповедником Macchia Foresta del Fiume Irminio.